# John Teariki
John Teariki, né le 12 juillet 1914 à Afareaitu et mort accidentellement le 5 octobre 1983 à Papeete, est une personnalité politique de Polynésie française, ancien député, de 1961 à 1967 (deux mandats).

## Biographie
Lors de son premier mandat à l'Assemblée nationale, du 17 juillet 1961 au 9 octobre 1962, il remplace Marcel Pouvanaa Oopa décédé et, il siège avec les Républicains populaires et centre démocratique puis, du 2 décembre 1962 au 2 avril 1967, au Centre démocratique.
En 1967, il est battu par Francis Sanford soutenu par l'Union pour la nouvelle République.

Le 7 septembre 1966, il prononce un discours lors de la visite de Président Charles de Gaulle en Polynésie à l'occasion d'essais nucléaires :

« Puissiez-vous, Monsieur le Président , rembarquer vos troupes, vos bombes et vos avions. Alors, plus tard, nos leucémiques et nos cancéreux ne pourraient pas vous accuser d'être l'auteur de leur mal. Alors, nos futures générations ne pourraient pas vous reprocher la naissance de monstres et d'enfants tarés. »

— Cité par Jean-Marie Collin et Patrice Bouveret in « Sous le sable, la radioactivité ! », Campagne internationale pour l'abolition des armes nucléaires France (Ican) et Observatoire des armements, Fondation Heinrich Böll, juillet 2020
En 1965, Jean Rostand, cofondateur et président d'honneur du Mouvement contre l'armement atomique, signe avec Albert Schweitzer et le député John Teariki une Protestation solennelle contre le sort que le Gouvernement français a décidé d'imposer aux habitants de la Polynésie française et autres territoires du Pacifique par les essais nucléaires français à Moruroa.
De 1969 à 1980, il préside l'Assemblée territoriale à de nombreuses reprises.
Il meurt lors d'un accident dans sa ferme agricole en octobre 1983. Ses funérailles sont suivies par plus de 2 000 personnes.